# وادي اهالا
وادي اهالا قرية سعودية، تتبع محافظة الكامل في منطقة مكة المكرمة. تقع شمال مكة المكرمة بمسافة تقارب (160) كم.